# Кетлмен Сити (Калифорнија)
Кетлмен Сити (енгл. Kettleman City) насељено је место без административног статуса у америчкој савезној држави Калифорнија.

## Демографија
По попису из 2010. године број становника је 1.439, што је 60 (-4,0%) становника мање него 2000. године.
| Група             | 2000.         | 2010.         |
| Белци             | 81 (5,4%)     | 42 (2,9%)     |
| Афроамериканци    | 6 (0,4%)      | 4 (0,3%)      |
| Азијати           | 0 (0,0%)      | 1 (0,1%)      |
| Хиспаноамериканци | 1.390 (92,7%) | 1.383 (96,1%) |
| Укупно            | 1.499         | 1.439         |